# Cheval de travail

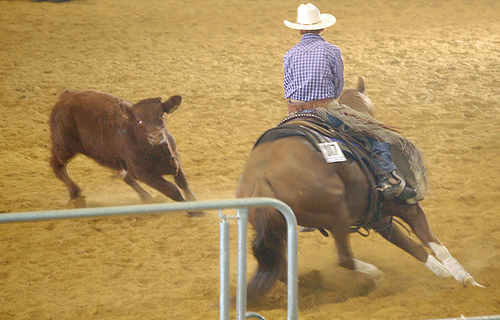
Un cheval de travail.

Un cheval de travail, en anglais stock horse, est un cheval spécialement sélectionné pour le travail de ranch, en particulier avec les bovins. Il doit posséder certaines qualités propres au travail de ranch qui lui est demandé, notamment le « sens du bétail ».
Les races de chevaux comme le Quarter Horse, le Camargue, ou le Pure race espagnole sont des races pouvant être utilisées pour le travail de ranch,.

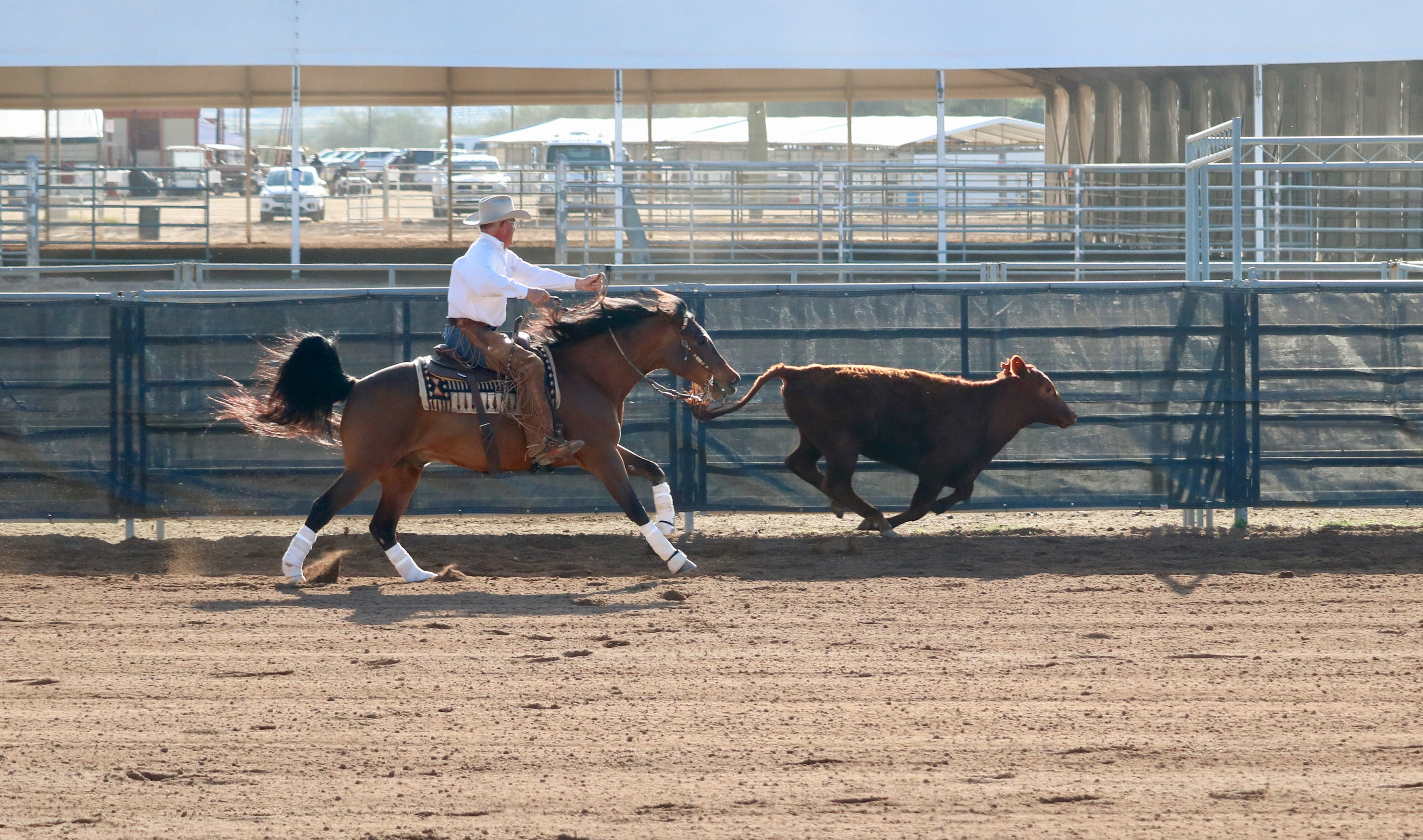
Cheval de travail durant le Scottsdale Arabian Horse Show en 2017

## Notes et références

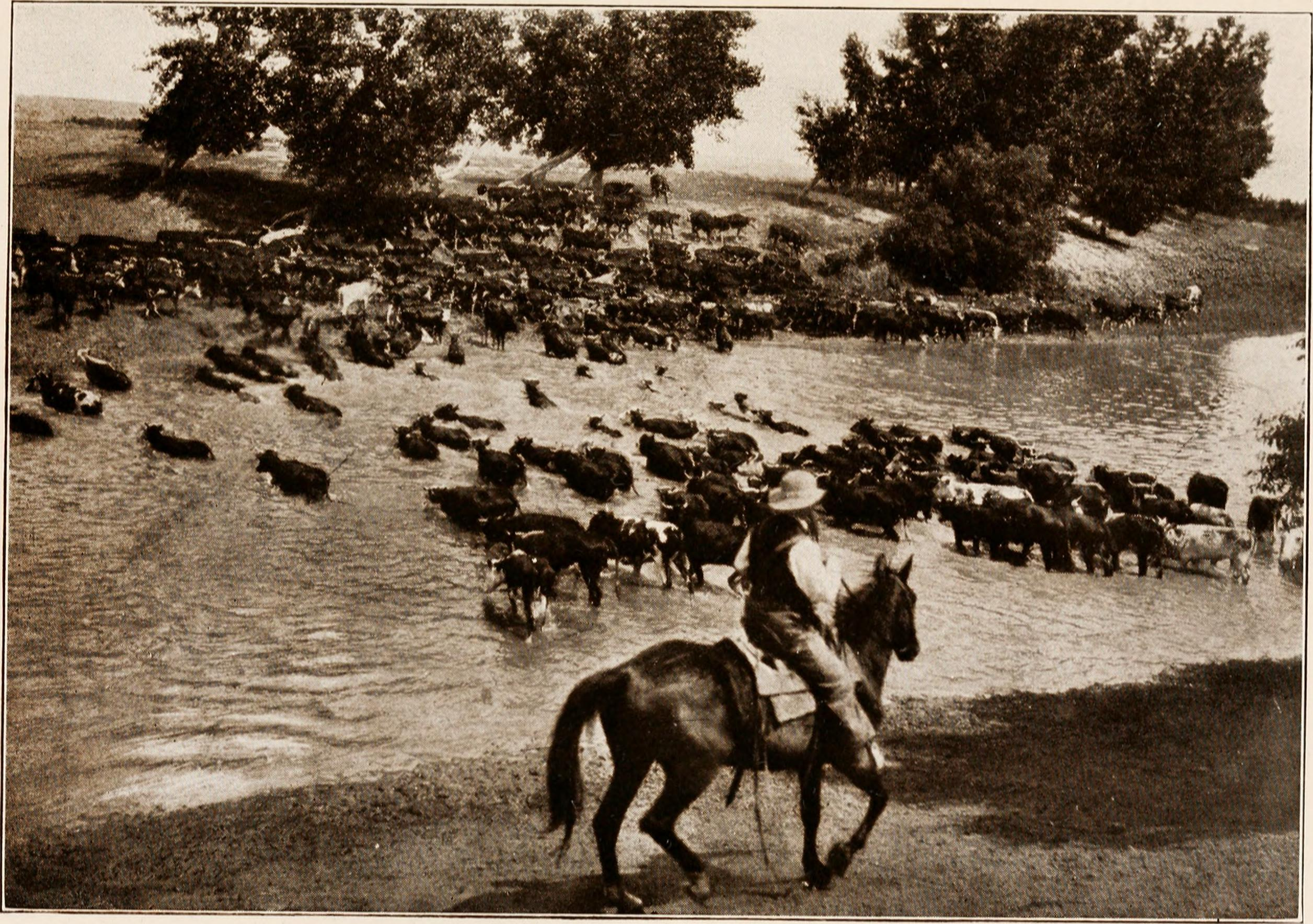
Homme sur son cheval de travail guidant un troupeau.